# Mevlevihane

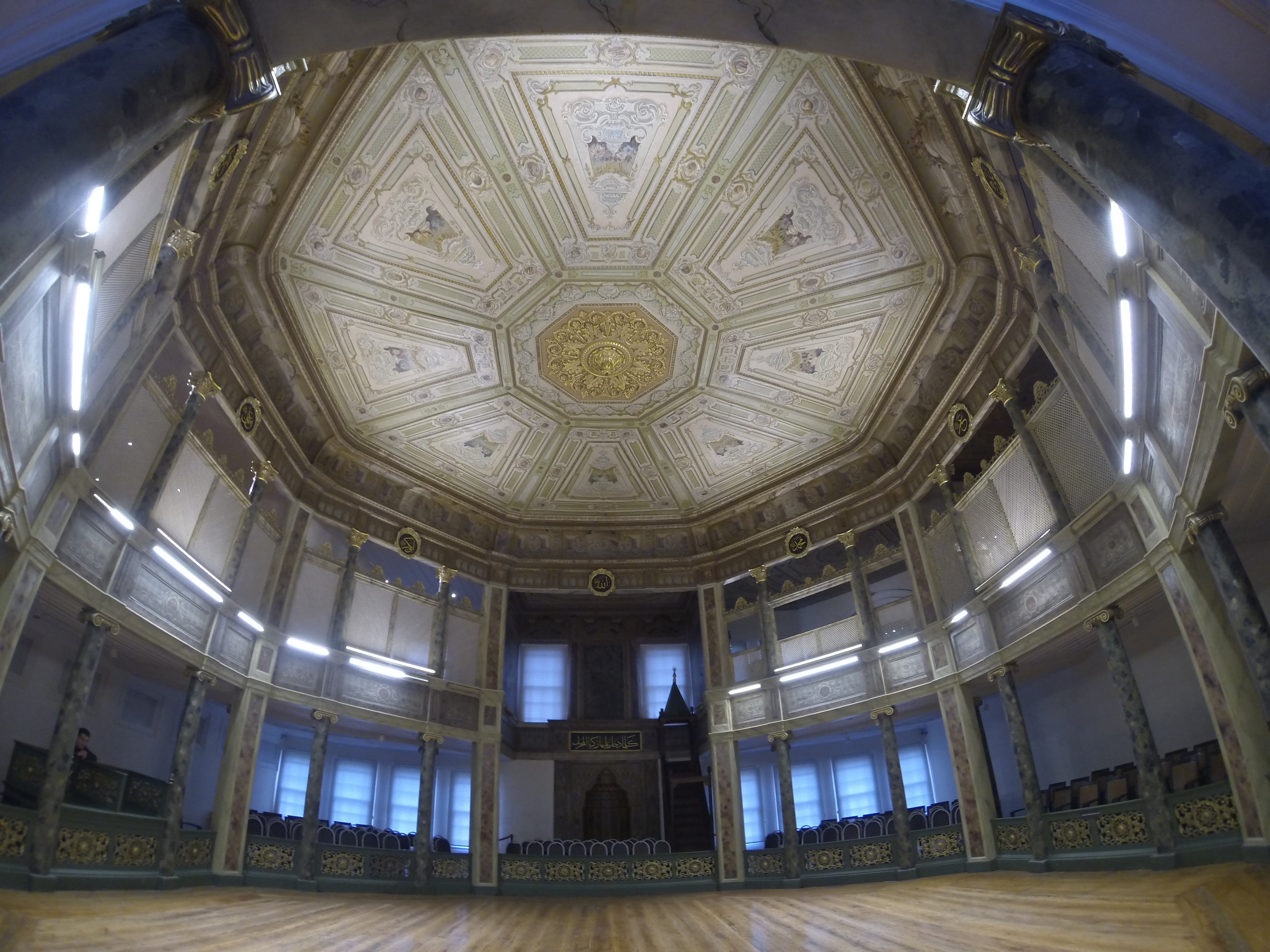
La vista del semahaneh all'interno della struttura principale del Mevlevihane di Galata, che si trova nel quartiere di Beyoğlu a Istanbul ed è ora adibito a museo.

Mevlevihane è il nome dato a una loggia (in turco tekke:) dell'ordine dei Mevlevi.

## Storia
Fu fondata nel XIII secolo dal sultano Veled, figlio di Mevlânâ Mevlânâ Celâleddin Rûmi, ed è una loggia in cui i Mevlevî appartenenti all'ordine omonimo, influenzati dalle sue idee, eseguivano il dhikr e i riti devran. La più grande delle Mevlevihane era la Mevlevihane di Konya, il centro dell'ordine.
Le Mevlevihane erano generalmente progettate in forma di Külliye, con il semahane al centro e la tomba, il cimitero, il Meydan-ı Şerif e il masjid all'intorno.
Dopo Konya, all'interno dei confini del sultanato ottomano al momento della sua dissoluzione, vennero quelli di Istanbul, Manisa e Gallipoli. A Istanbul c'erano molte mevlevihane. Queste erano conosciute con i nomi delle loro sedi, come Galata e Yenikapı. Le mevlevihane erano più o meno diverse dalle tekke di altri ordini.